# Rudolf von der Schulenburg
Rudolf Wilhelm von der Schulenburg (né le 29 juillet 1860 au manoir de Ramstedt, arrondissement de Wolmirstedt, province de Saxe et mort le 13 janvier 1930 au manoir de Schricke, arrondissement de Wolmirstedt) est un avocat, homme politique prussien et haut président de la province de Brandebourg et de Saxe.

## Famille
Il est issu de la famille noble d'Altmark von der Schulenburg, mentionnée pour la première fois en 1237, et est le fils du chambellan royal prussien et conseiller de légation Werner von der Schulenburg (1823-1889), propriétaire de Ramstedt (acheté en 1857), et Amalie (Amy) baronne von Maltzahn (1830–1930).
Schulenburg se marie le 8 janvier 1896 au manoir de Nordhausen près de Mohrin (arrondissement de Königsberg-en-Nouvelle-Marche (de)) avec Maria von Gerlach (née le 20 décembre 1865 au manoir de Rohrbeck, arrondissement de Königsberg-en-Nouvelle-Marche et mort le 13 octobre 1931 sur au manoir de Schricke, arrondissement de Wolmirstedt), la fille de l'administrateur de Königsberg-en-Nouvelle-Marche, Bernd von Gerlach, major royal prussien et conseiller de la chevalerie, seigneur de Nordhausen et 1/3 Rohrbeck, et de la comtesse Maria von Kanitz. Le couple a plusieurs enfants :
- Werner Berndt Bernhard (né le 13. décembre 1897)
- Bernd Hans Ellard Rudolf (né le 7 mars 1900)
- Élisabeth Marie Amalie Sophie (née le 11 décembre 1902)

## Biographie
Rudolf étudie à l'école de l'abbaye d'Ilfeld et étudie le droit à l'Université Georges-Auguste de Göttingen et à l'Université Frédéric-Guillaume de Berlin. À partir de 1879, il est membre du Corps Saxonia Göttingen.
Il commence sa carrière en 1882 comme greffier à Naumbourg, dans la province de Saxe. En 1886, il s'installe à Magdebourg en tant que stagiaire du gouvernement, puis à Oppeln en Haute-Silésie. En 1889, il devient assesseur du gouvernement à Potsdam et à Magdebourg. À partir de 1894, il est administrateur de l'arrondissement d'Oschersleben-sur-la-Bode (de), en 1902 il devient conseiller du haut président à Potsdam et en 1903 président du district de Potsdam. Enfin, il est haut président de la province de Brandebourg (1914-1917) et de la province de Saxe (1917-1919). En tant que tel, il est député de la Chambre des seigneurs de Prusse de 1914 à 1918.
Schulenburg est seigneur de Ramstedt et Schricke. Le parc Von-der-Schulenburg (de) à Berlin-Neukölln porte son nom.